# ハインリヒ9世 (バイエルン公)

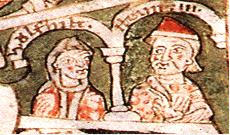
ハインリヒ黒公と妻ヴルフヒルト

ハインリヒ9世（Heinrich IX., 1074/5年 - 1126年12月13日）は、バイエルン公（在位：1120年 - 1126年）。ヴェルフ1世とフランドル伯ボードゥアン4世の娘ユーディトの次男。ヴェルフ2世の弟。黒公（der Schwarze）とも称される。

## 生涯
ザクセン公マグヌスの公女ヴルフヒルトと結婚していたが、1106年にマグヌスに後継ぎの男子がないまま没し、婿としてその遺領の大半を相続した（残りはロタール・フォン・ズップリンブルクが継承）。1120年、兄のヴェルフ2世も子のないまま没したためバイエルン公位を継承した。
1125年、ローマ皇帝ハインリヒ5世の没後にローマ王選挙が開かれた。候補者の1人であるシュヴァーベン大公フリードリヒ2世はハインリヒ5世の甥でハインリヒ9世の婿でもあったが、ハインリヒ9世はもう1人の候補者・ザクセン公ロタールの一人娘ゲルトルートと長男ハインリヒの結婚の約束の見返りにハインリヒの岳父となったロタールを支持し、ロタールはローマ王に選ばれた。
翌1126年に退位、ハインリヒに公位を譲ってヴァインガルテン修道院に入り、間もなく病没した。

## 子女
ザクセン公マグヌスの娘ヴルフヒルトとの間に以下の子女がいる。
1. ハインリヒ10世（1100年/1102年 - 1139年） - バイエルン公、ザクセン公。
2. ユーディト（1101年 - 1131年） - シュヴァーベン大公フリードリヒ2世と結婚。神聖ローマ皇帝フリードリヒ1世の母。
3. コンラート（1103年 - 1126年） - シトー会修道士
4. ゾフィー（1105年? - 1145年） - ツェーリンゲン大公ベルトルト3世と結婚、シュタイアーマルク辺境伯レオポルト1世と再婚。
5. マティルデ（1108年? - 1183年） - フォーブルク辺境伯ディーポルト4世と結婚、ズルツバッハ伯ゲプハルト3世と再婚。
6. ヴェルフ6世（1115年 - 1191年12月15日） - スポレート公、トスカーナ辺境伯（子のヴェルフ7世（? - 1167年9月12日）の代で断絶した）。
7. ヴルフヒルト（? - 1155年/1160年） - ブレゲンツ伯ルドルフと結婚。

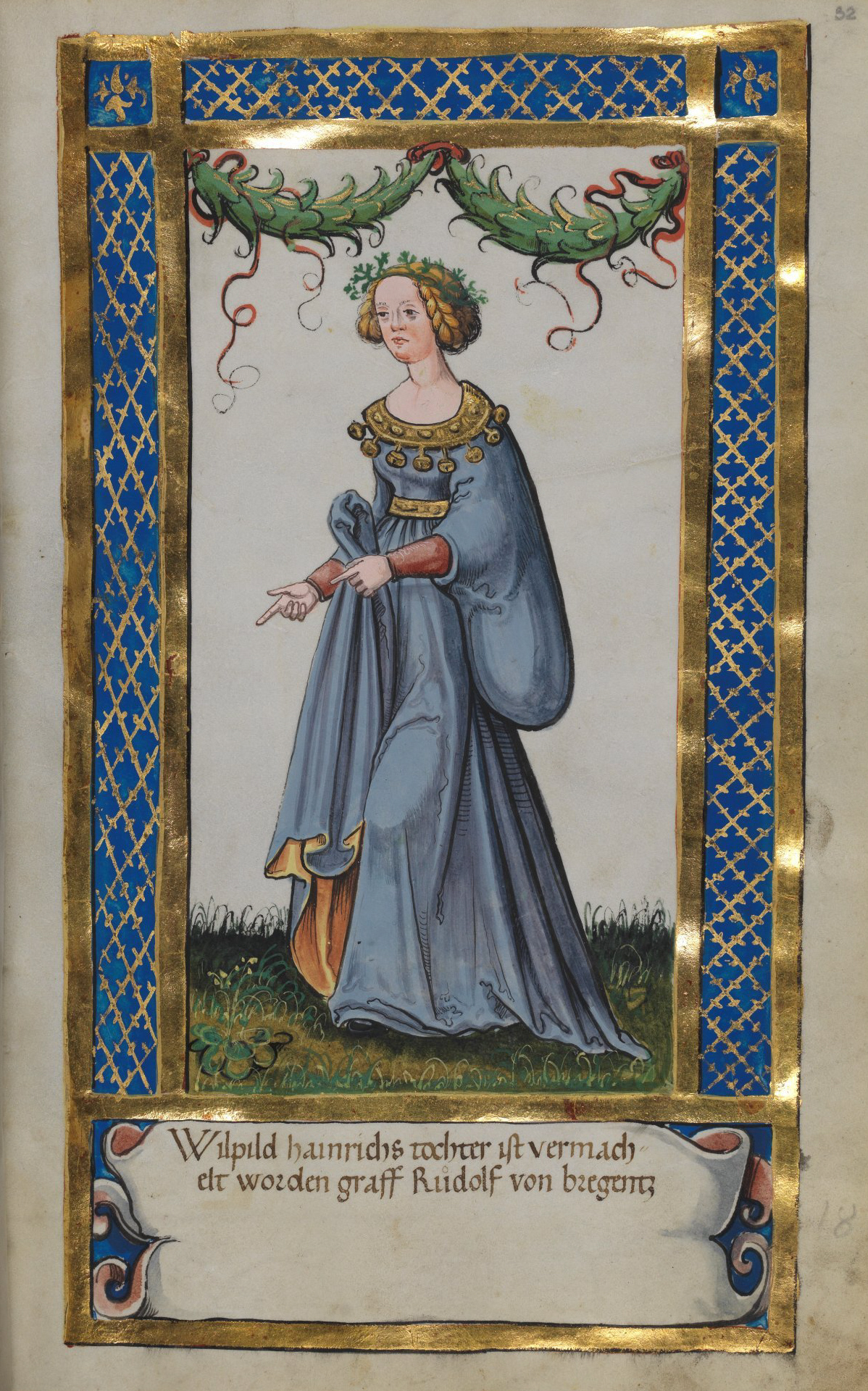
娘ヴルフヒルト